# Diplomacia de lanzadera
En diplomacia y Relaciones Internacionales, la diplomacia de lanzadera o política de lanzadera es la acción de una parte externa que actúa como intermediario entre los principales en una disputa, sin contacto directo de principal a principal. Originalmente y habitualmente, el proceso implica viajes sucesivos («lanzadera») por parte del intermediario, desde el lugar de trabajo de un implicado al de otro.
El término se aplicó por primera vez para describir los esfuerzos del secretario de Estado de los Estados Unidos, Henry Kissinger, a partir del 5 de noviembre de 1973, que facilitaron el cese de las hostilidades tras la guerra de Yom Kippur.
Los negociadores suelen utilizar la diplomacia itinerante cuando uno o ambos principales se niegan a reconocer al otro antes de la negociación mutuamente deseada.

## Ejemplos
Una forma temprana de diplomacia de lanzadera surgió en la Conferencia de Paz de París de 1919, cuando Italia se retiró brevemente de la Conferencia en protesta por la negativa de las otras delegaciones internacionales a aceptar sus reivindicaciones territoriales irredentistas prometidas por el Tratado de Londres de 1915. Tras el regreso de Italia, el coronel Edward House de la delegación estadounidense intentó resolver su conflicto con el Reino de Yugoslavia colocando a los delegados de los dos países en salas separadas e intentando negociar un compromiso entre los dos. Los esfuerzos de House finalmente no tuvieron éxito, lo que llevó al colapso del gobierno del primer ministro italiano Vittorio Orlando en Roma y a la toma de Fiume por parte de Gabriele D'Annunzio.
Kissinger continuó participando en actividades diplomáticas itinerantes en Oriente Medio durante las administraciones de Nixon y Ford (1969-1977). Resultaron en el Acuerdo Provisional del Sinaí (1975) y acuerdos entre Israel y Siria sobre los Altos del Golán (1974). El término se generalizó durante el servicio de Kissinger como secretario de Estado.
Poco después de los esfuerzos de Kissinger, la diplomacia de lanzadera llegó a Estados Unidos en la forma de Israel y Egipto llevando a cabo negociaciones en Camp David. Las negociaciones fueron facilitadas con éxito por el presidente Jimmy Carter.
Turquía ha llevado a cabo una diplomacia de lanzadera, que a menudo involucra a Israel: Turquía era el aliado más cercano de Israel en el mundo musulmán, y algunos países árabes (en particular Siria, que tiene fronteras comunes tanto con Turquía como con Israel) se han mostrado receptivos a Turquía, con su propia población de mayoría musulmana. Otra mediación turca tuvo lugar entre Rusia y Georgia durante su guerra en 2008.